# Go (limbaj de programare)
Go este un limbaj de programare compilat, tipizat static, conceput la Google de Robert Griesemer, Rob Pike și Ken Thompson.  Go este similar din punct de vedere sintactic cu C, dar cu siguranța memoriei, colectarea gunoiului, tipizare structurală, și concurență în stil CSP.